# Das U-Boot
Das U-Boot (en référence au sous-marin allemand Unterseeboot) ou U-Boot (de l'anglais « Universal-Boot », signifiant « Démarrage universel ») est un logiciel libre, utilisé comme chargeur d'amorçage, surtout sur les systèmes embarqués. Il est destiné, sur les plateformes à base d'architecture x86 et x86_64, à remplacer le BIOS et l'UEFI. Il est également utilisé sur les architectures ARM, RISC-V, PowerPC, M68K, MIPS et SPARC.
Il est notamment utilisé au sein de SpaceX pour leurs fusées Falcon et capsules spatiales Dragon
U-boot possède un grand nombre de fonctionnalités:
- gestion du port série ;
- pile protocolaire USB, avec prise en charge des claviers et stockage de masse ;
- gestion du réseau, avec possibilité de charger des images depuis le réseau, via NFS, TFTP, et depuis janvier 2023, via HTTP également[3] ;
- chargement avec ramdisk ;
- support du Devicetree ;

Le chargeur d'amorçage Barebox est dérivé d'U-Boot version 2.